# Sphenopus ehrenbergii
Sphenopus ehrenbergii là một loài thực vật có hoa trong họ Hòa thảo. Loài này được Hausskn. miêu tả khoa học đầu tiên năm 1899.